# 하야시 모토오

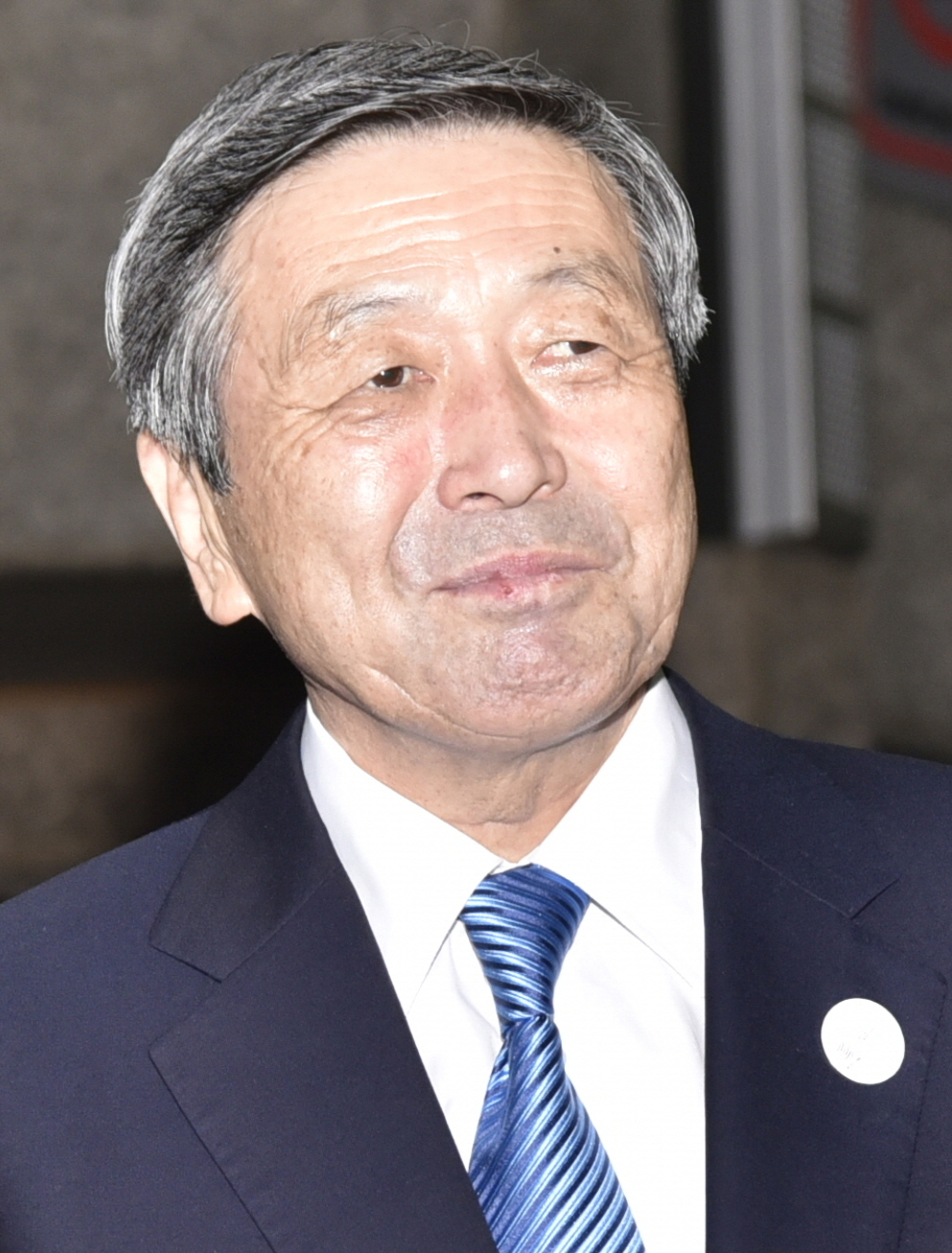
하야시 모토오

하야시 모토오(일본어: 林 幹雄, 1947년 1월 3일 ~ )는 일본의 정치인으로, 자유민주당 소속 중의원 의원이다. 니혼 대학 예술학부 객원 교수, 국가공안위원회 위원장, 내각부 특명담당대신 (오키나와 및 북방 대책·방재 담당) 등을 역임하였다. 부친은 환경청장관 하야시 다이칸이다.

## 약력
지바현의 가토리군 출신으로, 1970년 니혼 대학 예술학부 문예학 학과를 졸업하였다.